# باشگاه ورزشی نی درهو
باشگاه ورزشی نی درهو یک باشگاه فوتبال در کالدونیای جدید است که در سوپر لیگ کالدونیای جدید شرکت می‌کند.